# Letea Veche
Letea Veche é uma comuna romena localizada no distrito de Bacău, na região de Moldávia. A comuna possui uma área de 40.00 km² e sua população era de 5657 habitantes segundo o censo de 2007.